# Etruria
L'Etruria è una regione storico-geografica dell'Italia centrale, compresa tradizionalmente fra i fiumi Arno e Tevere e il Mar Tirreno, comprendente quindi il nord dell'attuale Lazio, la parte occidentale dell'Umbria e gran parte della Toscana. La regione rappresenta il fulcro territoriale della civiltà etrusca e dunque centro irradiatore della cultura etrusca nel resto della penisola italiana.
La regione, in epoca antica, formò una confederazione: era la realtà territoriale di diverse città-stato.

## Le suddivisioni dell'Etruria nella storiografia
Nella storiografia contemporanea l'Etruria viene normalmente suddivisa in:
- Etruria settentrionale: comprendente l'odierna Toscana, a nord fino al fiume Magra, e a sud fino al basso corso del fiume Fiora e del Paglia.[1]
- Etruria settentrionale interna (anche Etruria interna): comprendente alcune aree della Toscana orientale (Cetona, Chiusi, Cortona) e l'Umbria occidentale fino a Perugia e Orvieto.[2]
- Etruria meridionale[3]: comprendente l'area settentrionale e centrale dell'attuale regione Lazio (Veio, Caere, Pyrgi, Gravisca, Tarquinia, Vulci) a nord della Valle del Tevere e alcune propaggini della Toscana meridionale al confine con il Lazio. Talvolta usando Etruria meridionale interna per le località più all'interno del Lazio etrusco.

Portano inoltre il nome Etruria anche l'Etruria padana e l'Etruria campana, ossia le aree etrusche nel nord Italia di Emilia-Romagna, Lombardia e Veneto, e alcune aree colonizzate dagli Etruschi in epoca villanoviana nella regione Campania, nel sud della penisola.

## Il nome Etruria dall'epoca romana all'età contemporanea
In età romana divenne parte della Regio VII Etruria, e in epoca tardo-antica cominciò a diffondersi l'uso del nome di Tuscia, usato poi ampiamente anche nel Medioevo. Il termine Etruria rimase comunque in uso anche nei secoli successivi, in particolare a seguito dell'unificazione della Toscana sotto la dinastia dei Medici, il cui capo portava infatti il titolo in latino di "magnus dux Etruriae" (Granduca della Toscana). Lo stesso titolo in latino venne poi utilizzato dagli Asburgo-Lorena. Durante il periodo napoleonico venne istituito il Regno di Etruria.